# اگدود (گنوسی‌گرایی)

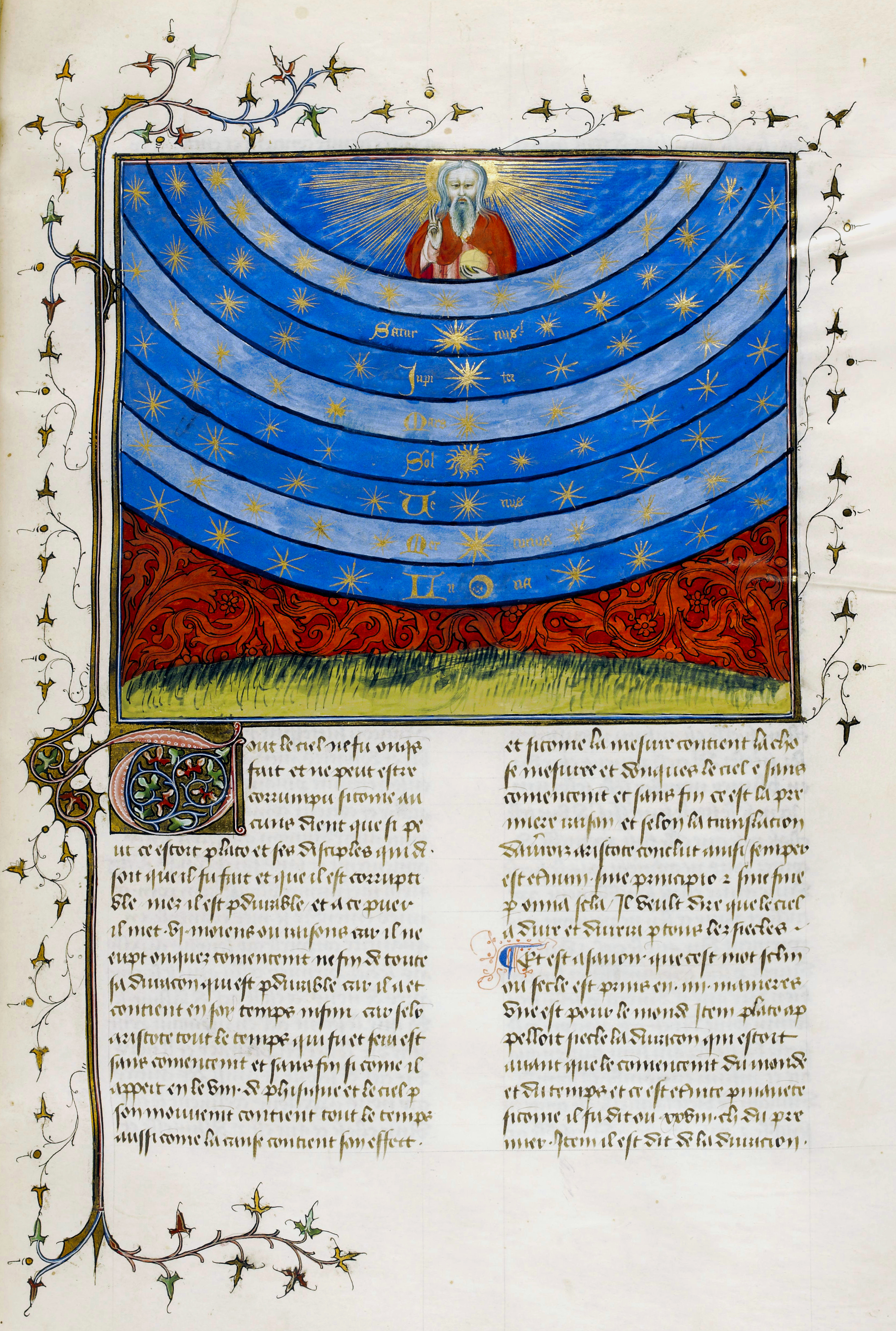
فرتوری از کتاب «آسمان جهان» اثر Nicole Oresme که در آن چگونگی برداشت هفت آسمانی گنوسی‌ها را از جهان نشان می‌دهد. نقاش ناشناس

مفهوم اُگدود در دستگاه‌های گنوسی دوره‌ی ابتدایی مسیحیت ظاهر می‌شود و بعدها به دست والنتینوس الاهی‌دان گسترش می‌یابد.
سیستم‌های گنوسی ابتدایی شامل نظریه‌ای مبنی بر وجود هفت آسمان بود که بر فرازشان مکانی ماورایی به نام اگدود وجود دارد. نظریه‌های نجومی [در آن زمان] معرّف هفت کرهٔ آسمانی بود که بر فرازشان، در فلک هشتم ستارگان ثابت قرار داشتند [و به آن فلک ثوابت می‌گفتند].
در دستگاه والنتینوس هر هفت آسمان و حتّی فلک هشتم همگی جزء آسمان دنیا و پایین‌ترین مرحله از قدرت خالق کردگار به حساب می‌آمد. بر فراز آن‌ها فیض (Pleroma) بود که نخستین تجلیات وجود امکانی و وابسته را که از اصل [=عقل] اوّل سرچشمه می‌گرفت می‌نماباند.